# Stazione di Monte San Martino
La stazione di Monte San Martino è stata una stazione ferroviaria posta lungo la ex linea ferroviaria a scartamento ridotto Porto San Giorgio-Fermo-Amandola chiusa il 27 agosto 1956, era a servizio del comune di Monte San Martino.